# Fiat 241
El modelo Fiat 241 es un pequeño furgón o camión producido por la compañía Fiat entre 1965 y 1974.

## Contexto
Fiat había producido ya un pequeño camión, el Fiat 615, pero el proyecto había quedado obsoleto.
El Fiat 241 fue pensado como camión ligero o como furgón medio, parecido a models como el 1100T o el 238 (con el que compartía la cabina y la estética). El 238 es sin embargo identificabile de un muso más slanciato, con los indicadores de dirección puesta más cerca de los proiettori) con caudal útil más allá de los 1400 kg y disponible en svariati allestimenti como camión, furgón y chasis.
A diferencia del 238, mayormente difundido en la versión cerrada, la versión más utilizada fue aquella del chasis "desnudo" metido a disposición de los allestitori que lo preparaban para svariati utilice específicos; entre los más difundí aquellos destinados a los mercados ambulanti.
Dos las motorizzazioni: gasolina (1 438 #cm³ OHV, derivado por la 124) y diesel (1895 #cm³, lo mismo de la Campagnola).
La tracción era trasera, a diferencia del 238 que era en cambio a tracción delantero.
Se sustituyó del Fiat 242 y del Iveco Daily.